# Tukipo (rivière)
La rivière Tukipo  (en anglais : Tukipo River) est un cours d’eau du sud-ouest de la région de Hawke's Bay dans l’Île du Nord de la  Nouvelle-Zélande.

## Géographie
Elle s’écoule vers l’est à partir de son origine dans la chaîne des ’Ruahine’ pour atteindre la rivière Tukituki à cinq kilomètres à l’ouest de la ville de Waipukurau